# Bir Mcherga
Bir Mcherga o Bir Mchergua (àrab: بِئْر مَشَارِڤَة, Biʾr Maxāriga) és una ciutat de Tunísia situada uns 18 km al nord-oest de Zaghouan, a la governació homònima. És capçalera d'una delegació amb una població de 20.020 al cens del 2004.

## Economia
A l'est de la ciutat passa la via del ferrocarril i hi ha una estació. Al seu costat hi ha una zona industrial.
Té una petita activitat turística i dues zones industrials, la ja esmentada de l'estació i una a la ciutat mateixa. Una part de la població viu de l'agricultura, destacant les oliveres.

## Patrimoni
El jaciment arqueològic de Tuburbo Majus és uns 10 km als sud-oest.

## Administració
Com a delegació o mutamadiyya, duu el codi geogràfic 16 53 (ISO 3166-2:TN-12) i està dividida en nou sectors o imades:
- Bir M’chergua (16 53 51)
- Bir M’chergua Gare (16 53 52)
- Daleïl El Arous (16 53 53)
- Smenja (16 53 54)
- Jebel Oust (16 53 55)
- Aïn Essafsaf (16 53 56)
- Boucha (16 53 57)
- Aïn Asker (16 53 58)

Al mateix temps, forma una municipalitat o baladiyya (codi geogràfic 16 13). A l'interior de la mutamadiyya hi ha també la baladiyya de Jebel Oust.